# Suchlica
Suchlica (niem. do 1945 r. Neu Zicher) – wieś w Polsce położona w województwie zachodniopomorskim, w powiecie myśliborskim, w gminie Dębno. Według danych z 2013 r. miejscowość liczyła 145 mieszkańców.
Miejscowość została założona w 1 poł. XIX w. jako kolonia Sarbinowa pod nazwą Stein Buch, następnie do 1945 r. była kolonią wsi Cychry pod nazwą Neu Zicher. Polska nazwa Suchlica została nadana w 1948 r.

## Nazwa
Stein Buch; Neu Zicher 1856, 1944; Suchlica 1948

## Historia
Dzieje dotyczące Suchlicy są trudne do odtworzenia z uwagi na brak źródeł archiwalnych do 1945 r.
- 1 poł. XIX w. – wieś założona jako kolonia Sarbinowa na miejscu walk podczas bitwy z 1758
- 31. 01. 1945 – zajęcie wsi przez 2 Armię Pancerną 1 Frontu Białoruskiego[5]
- 1975-1998 – wieś administracyjnie należała do województwa gorzowskiego

## Ludność
Ludność w ostatnich 3 stuleciach:

## Gospodarka
Struktura działalności gospodarczej na dzień 31.10.2004 r.:
| Dział       | Ilość |
| Produkcja   | 3     |
| Usługi      | 0     |
| Handel      | 1     |
| Gastronomia | 0     |
| Transport   | 3     |
| Rolnictwo   | 31    |

Gospodarstwa rolne nastawione są na produkcję zbóż (jęczmień, owies, żyto, pszenica) oraz na hodowlę trzody chlewnej i bydła.

## Organizacje i instytucje
- Sołectwo Suchlica – ogół mieszkańców wsi Suchlica stanowi Samorząd Mieszkańców Sołectwa
- Wszelkie instytucje znajdują się w Dębnie

## Edukacja
Dzieci uczęszczają do Szkoły Podstawowej w Sarbinowie, natomiast młodzież do Szkół Ponadpodstawowych w Dębnie lub Kostrzynie nad Odrą.